# 鬼ヶ島
鬼ヶ島、鬼が島（おにがしま）は、日本の昔話や物語文学、説話文学などに登場する、鬼が住んでいるとされる島。昔話では、桃太郎や鬼の子小綱などに登場しており、特に桃太郎に登場する鬼ヶ島が一般に広く知られている。

## 概要
鬼たちが居住しているとされる想像上の島で、鬼の所有している不思議な力をもつ宝物をはじめとするさまざまな財宝があるとされる。海に囲まれた島であり、舟を用いた移動が挟まれる点が特徴である。
昔話の「桃太郎」では鬼たちの本拠地として登場する。鬼たちが住んでおり、鬼退治に向かう桃太郎たちの目的地となっている。おなじく昔話の「鬼の子小綱」でも鬼の故郷として登場することもあるが、「桃太郎」にくらべると一定しているわけではなく鬼の家のある場所は単なる「山」であったり、山にある「鬼の岩屋」と語られてる例も多い。
明確な位置情報は語られないことがほとんどで、昔話の多くが「あるところに」と語られるのと同様、どこに位置しているかが触れられる機会は乏しい。明治期以後の児童向けの絵本などでも一般的には岩で出来た島で、鬼の要塞としての門や砦が築かれていると想像されるのみである。描かれる門や砦などのイメージは「酒呑童子」などで親しまれていた画様と共通しており、それぞれ厳重な門、立派な御殿として描かれることが多い。
日本各地の伝説や昔話で、鬼の住んでいるところとして登場するものの多くは山や森、岩屋などであって、海をへだてた「島」であると明確に設定されている例は、「桃太郎」や「百合若大臣」など異なる土地への移動をともなう展開が登場するものにしか濃厚には見ることは出来ない。役割としては、龍宮などが鬼ヶ島には近い環境の異境であるといえる。
北海道の十勝アイヌに語られていた昔話の中に「オムタロ・シタロ」(オムは「股」の意)という桃太郎に似た内容の話があり、鬼ヶ島も登場するが、柳田國男は日本人から移入されたものであろうとしている。
鬼たちの存在する島が海の先にあるという描写は、軍記物語などに収録された説話にも見られ、『保元物語』には、鬼島（「おにがしま」と読まれる。本文の見出し以外では「鬼が島」や「鬼の島」とも表記されている）として登場している。源為朝が鬼の子孫であると称する島人と会話をし、隠蓑（かくれみの）、隠笠（かくれがさ）、浮履（うきぐつ）といった神通力を有する宝物を所持していることが描写されている。この鬼ヶ島は、青ヶ島の古名であるとされる。
軍記物語に見られた源為朝の鬼ヶ島についての記述は、室町時代の御伽草子に収められた「一寸法師」の物語に登場する一寸法師が姫と共に嵐に遭って鬼たちの住む島に漂着する展開（昔話の一寸法師で語られることは無い）や、『御曹子島渡』、「百合若大臣」の物語にも影響を与えていると考えられている。源義経（御曹子）のたどりつく島のひとつ「千島の都」には様々な鬼がいたり、百合若のおもむく鬼たちの国も「鬼ヶ島」と称されて語られたりもしていた。

## きびだんごとの関係
桃太郎における黍団子を「この世の竃の飯」（あの世の竃の飯を食すとあの世へ行くのに対し、この世につなぎ止める飯）とする風習に照らした場合、鬼ヶ島という異界・あの世に行くに当たり、桃太郎の生命力を強化し、この世側に結びつけ、あの世＝鬼ヶ島で迷わず、帰って来られる力を発揮させるものだったのではないか、と考察されてもいる。この世の食物を異界（あの世）に持って行くという点では、『鼠浄土（おむすびころりん）』や『地蔵浄土』も同じで、食物の力に頼る（あの世で迷わないための鍵としての）類型といえる。

## モデルとして語られる伝説地
桃太郎の昔話が一般的に認知された結果、日本各地には「桃太郎のモデルとなった土地である」と語られている土地が多数あり、そこには各々「鬼ヶ島のモデル」とされる場所が見られる。モデルとされる地においては、必ずしも島（離島や河川の中州）などであるとは限らず、岡山県の例のように山が挙げられている例もある。これらの多くは、主として近代以後に郷土伝説の顕彰あるいは観光の目的で各地でクローズアップされたものであり、桃太郎の昔話そのものは広く全国に存在するためどれが唯一特定のモデルであるかについては別の問題である。
女木島（香川県）
香川県高松市では、高松港の沖合い約4kmの瀬戸内海に浮かぶ女木島を鬼ヶ島のモデルであるとしている。桃太郎は稚武彦がモデルであるとされている。
可児川の中州（岐阜県）
木曽川中地域（愛知県・岐阜県）では、岐阜県可児市塩字中島の可児川（木曽川支流）にある中州が鬼ヶ島のモデルであるとしている。河川の中州であるが、約2000万年にこの付近に存在した火山の噴火で発生した火砕流でできた凝灰角礫岩でできた島である。かつて山賊の住処であったと推測されている。
鬼城山（岡山県）
岡山県総社市・岡山市では、総社市東部にある鬼ノ城という城が築かれた鬼城山という山が、鬼ヶ島のモデルとされている。温羅（うら）という大男の居城で、それを退治した吉備津彦を桃太郎のモデルとなった伝説であるとしている。同県は、桃太郎（＝吉備津彦）が県のマスコット的な位置付けになっていることで知られる。

## 鬼ヶ島の登場する作品
創作における鬼ヶ島は、桃太郎を題材とした娯楽作品に主として登場している（昔話の桃太郎とその派生作品については、桃太郎の項を参照）。そのほか、源為朝を題材とした作品にも登場することがあるが、これは為朝に関する伝説および『椿説弓張月』を題材としたものに見ることが出来る。
- 鬼ヶ島宝の山入（おにがしまたからのやまいり）
桃から生まれた山蔭桃太郎が鬼夜叉を退治する筋書き。鬼ヶ島は鬼夜叉たち悪鬼の居場所として登場する。
- 初宝鬼島台（はつだからおにがしまだい）
十返舎一九による黄表紙。桃太郎の鬼ヶ島の鬼たちが主として描かれる。
- 椿説弓張月
曲亭馬琴による読本。『保元物語』の為朝が鬼島に赴いた部分を活用している。為朝が遠征した青ヶ島に比定されている。

漫画
- THE MOMOTAROH
にわのまことによる昔話をおもな題材としたプロレス漫画。鬼ヶ島ブラザーズなどの鬼一族が登場。
- ONE PIECE
作中に登場する「百獣海賊団」の本拠地として登場。

テレビドラマ
- 仮面ライダーBLACK 鬼ヶ島に急行せよ
ゴルゴムのアジトの1つとして登場。
- 駈斗戦士 仮面ライダーズ
シャドームーンの率いる悪のライダー軍団の本拠地として登場。

映画
- 桃太郎の海鷲
昭和18年（1943年）3月に公開された長篇アニメーション映画。桃太郎が率いる空母艦載機部隊が攻める、敵艦隊の停泊地と空軍基地のある島。形状はハワイのオアフ島に酷似している。
- 桃太郎 海の神兵
昭和20年（1945年）4月に公開された長篇アニメーション映画。桃太郎と麾下の部隊が攻める植民地の拠点で、アジアの現地人を圧政で虐げる、悪い白人の軍隊が駐留する要塞島として登場。
- 劇場版 超・仮面ライダー電王&ディケイド NEOジェネレーションズ 鬼ヶ島の戦艦
オニ一族の本拠地として登場。

ゲーム
- ふぁみこんむかし話 新・鬼ヶ島
鬼たちの本拠地。
- 桃太郎伝説シリーズ
閻魔大王などが控える鬼族の本拠地。
- 大神
キュウビの本拠地。
- 奇々怪界-月夜草子
ステージ7 操珠僧の本拠地